# Amauris simulator
Amauris simulator är en fjärilsart som beskrevs av Talbot 1926. Amauris simulator ingår i släktet Amauris och familjen praktfjärilar. Inga underarter finns listade i Catalogue of Life.